# Musée Muséum départemental des Hautes-Alpes

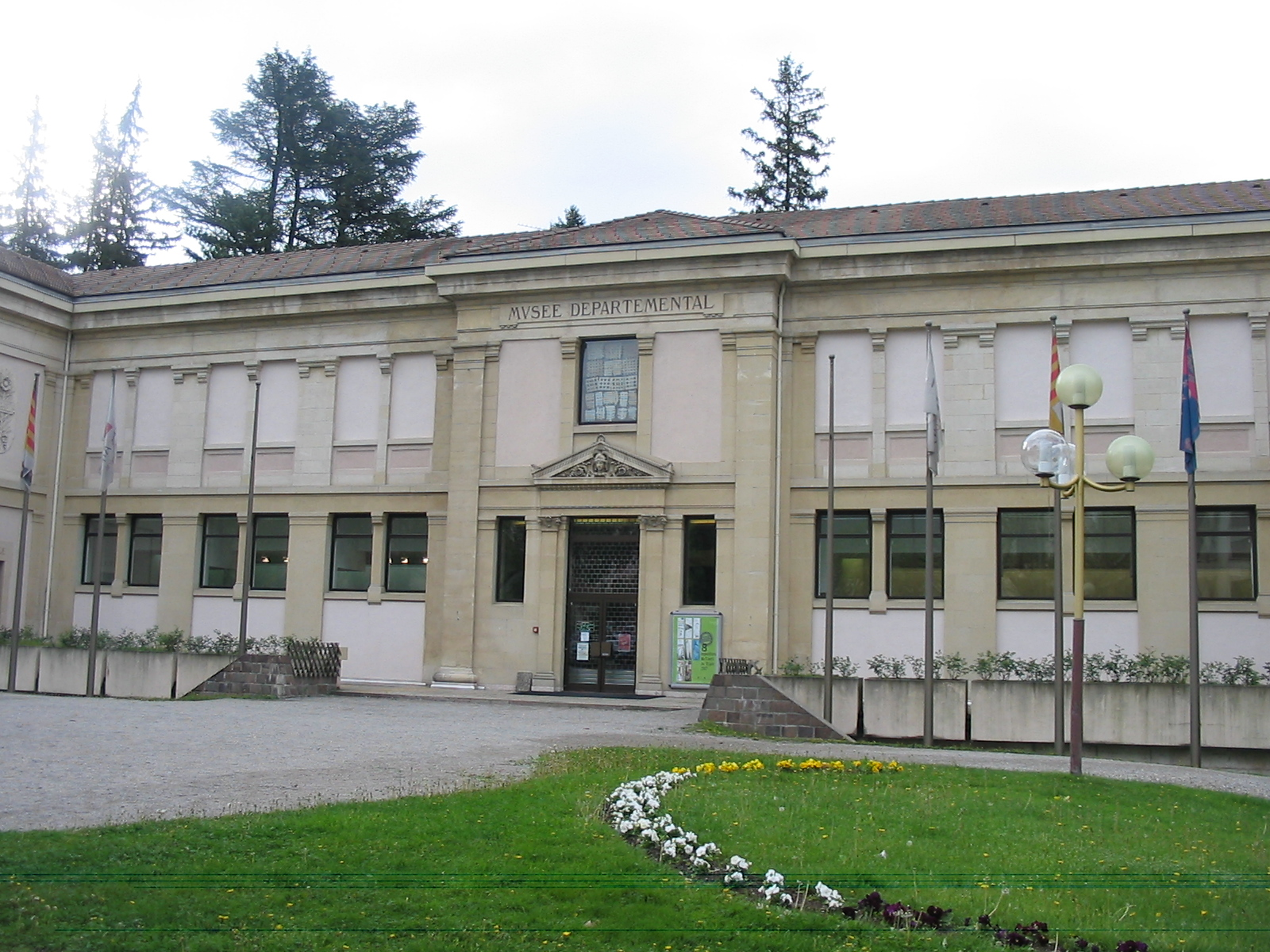
Das Museumsgebäude

Das Musée Muséum départemental des Hautes-Alpes ist ein Museum in der französischen Stadt Gap im Département Hautes-Alpes. Es hat den Status eines Musée de France. Träger ist das vorgenannte Département.

## Geschichte
Schon 1804 wurde in Gap unter der Leitung von Jean Charles François de Ladoucette, dem Präfekt von Hautes-Alpes, in den Gebäuden des früheren Diözesanseminars an der Rue de Provence (heute Rue du Colonel Roux) ein erstes Museum eingerichtet, dass jedoch nach wenigen Jahren wieder einging. 1877 erhielt der Archivar des Départements, Robert Long, von Bischof Aimé-Victor-François Guilbert die Genehmigung einige Überreste vom Abbruch der alten Kathedrale von Gap im Archivraum aufzubewahren, womit er die erste archäologische Sammlung begründete. Nach dem frühen Tod Longs wurde Pater Paul Guillaume zum Archivar ernannt. Er erweiterte die Sammlungen und veranlasste 1881 die Verlegung in das an die Präfektur angrenzende Merlin-Gebäude, das auf Ansuchen der am 10. Juli 1881 gegründeten Société d'Études des Hautes-Alpes durch den Conseil Général erworben  wurde. Im November 1882 zogen die Sammlungen in das neue Gebäude um.
1892 übernahm das Muséum départemental die Sammlung des Ornithologen Léon Olphe-Galliard, bestehend aus Säugetieren, Fischen, Reptilien und Vögeln (insgesamt 5300 Exemplare, darunter 800 aus der Sammlung Christian Ludwig Brehm), Eiern und Nestern, mehreren Herbarien sowie einer Bibliothek mit 2597 Bänden und Manuskripten. Um die archäologischen und naturkundlichen Sammlungen zusammenzuführen, wurde ein Neubau nötig. Zur Aufbringung der nötigen Mittel genehmigte die Abgeordnetenkammer am 23. Mai 1901 eine Verlosung der nationalen Lotterie. Die Arbeiten nach den Plänen des Architekten Chaudier begannen im Jahre 1903. Im September 1910 wurde das Haus der Öffentlichkeit übergeben.

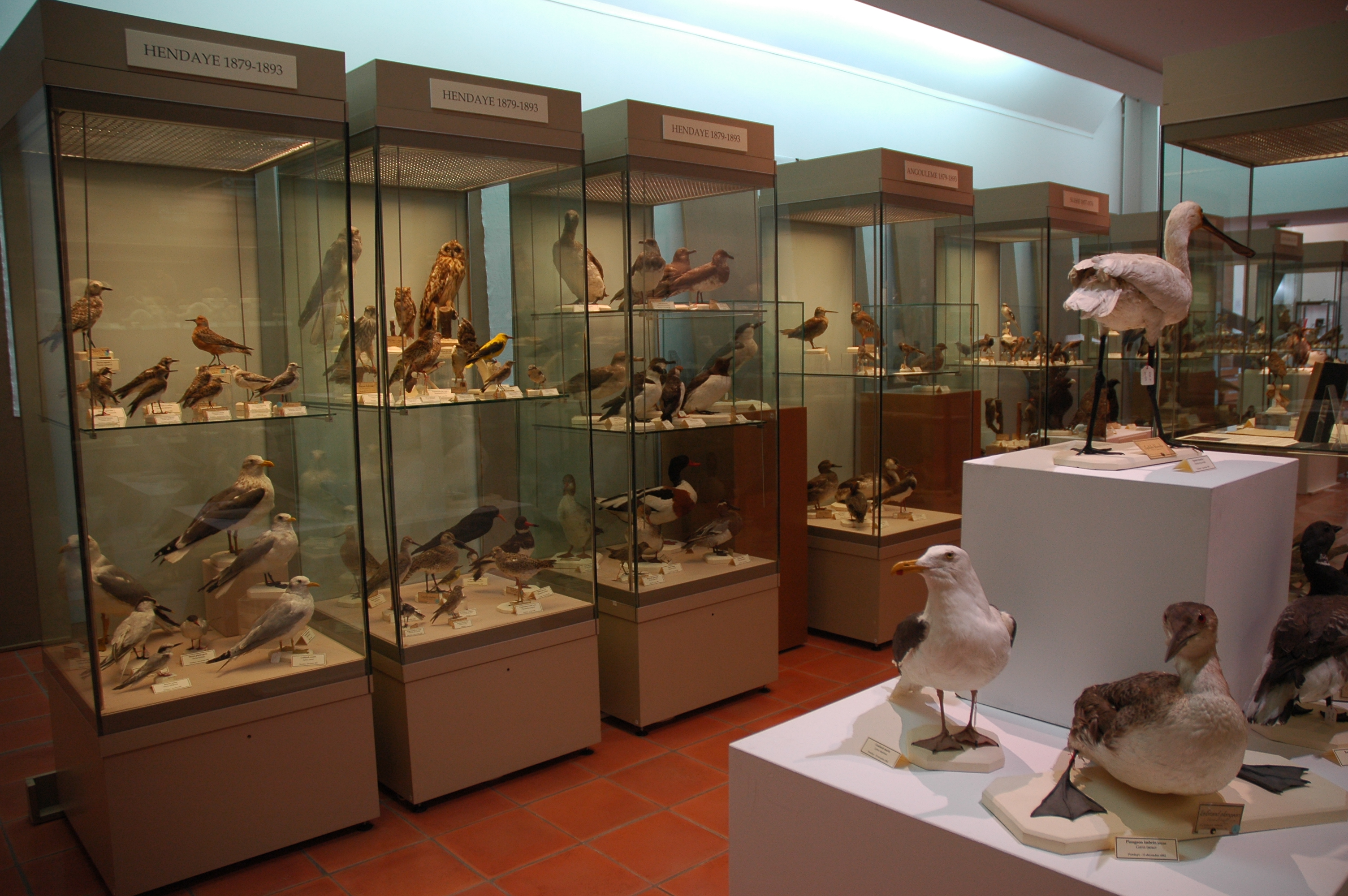
Ornithologische Sammlung
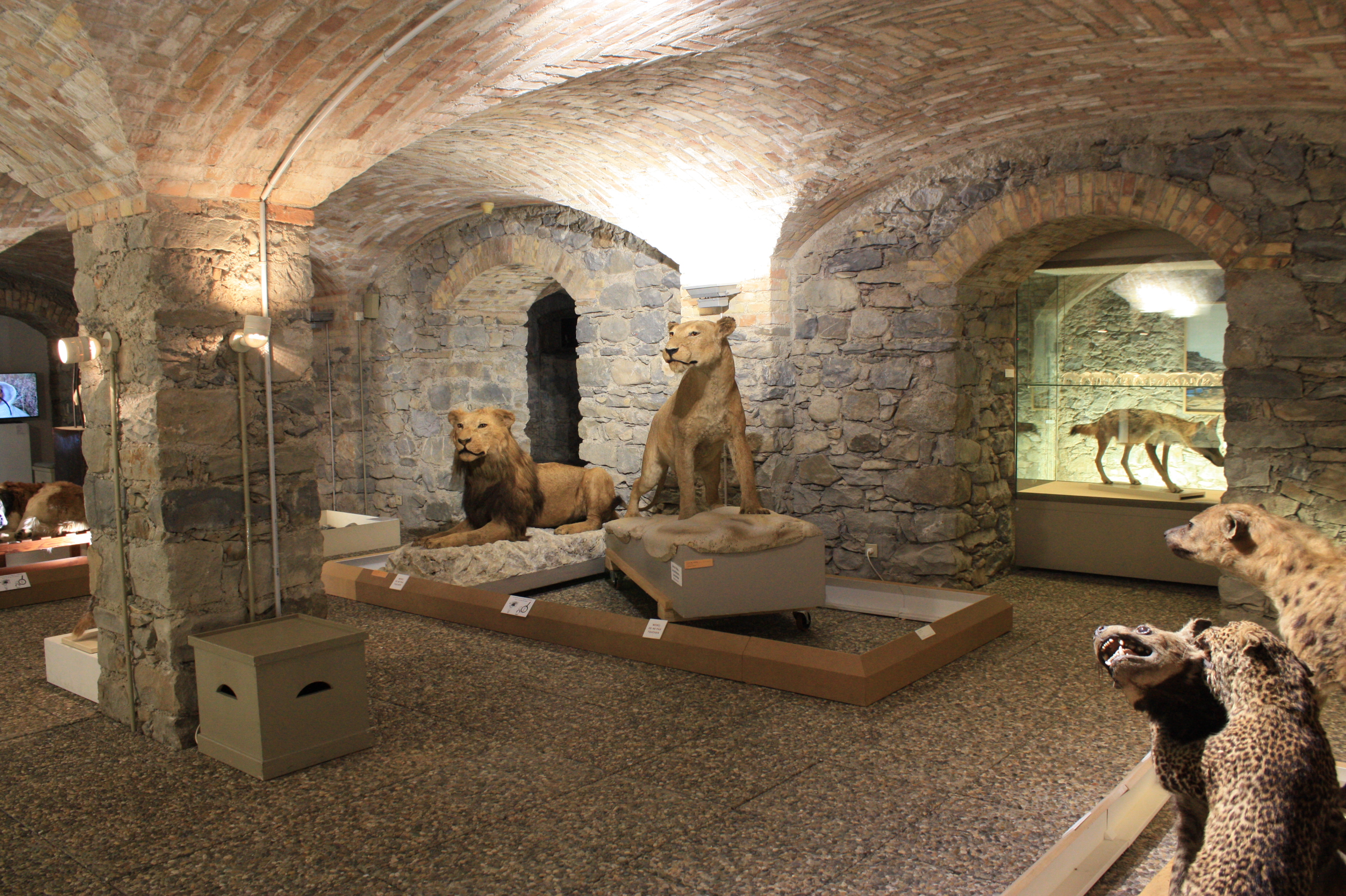
Naturkundliche Sammlung, Säugetiere
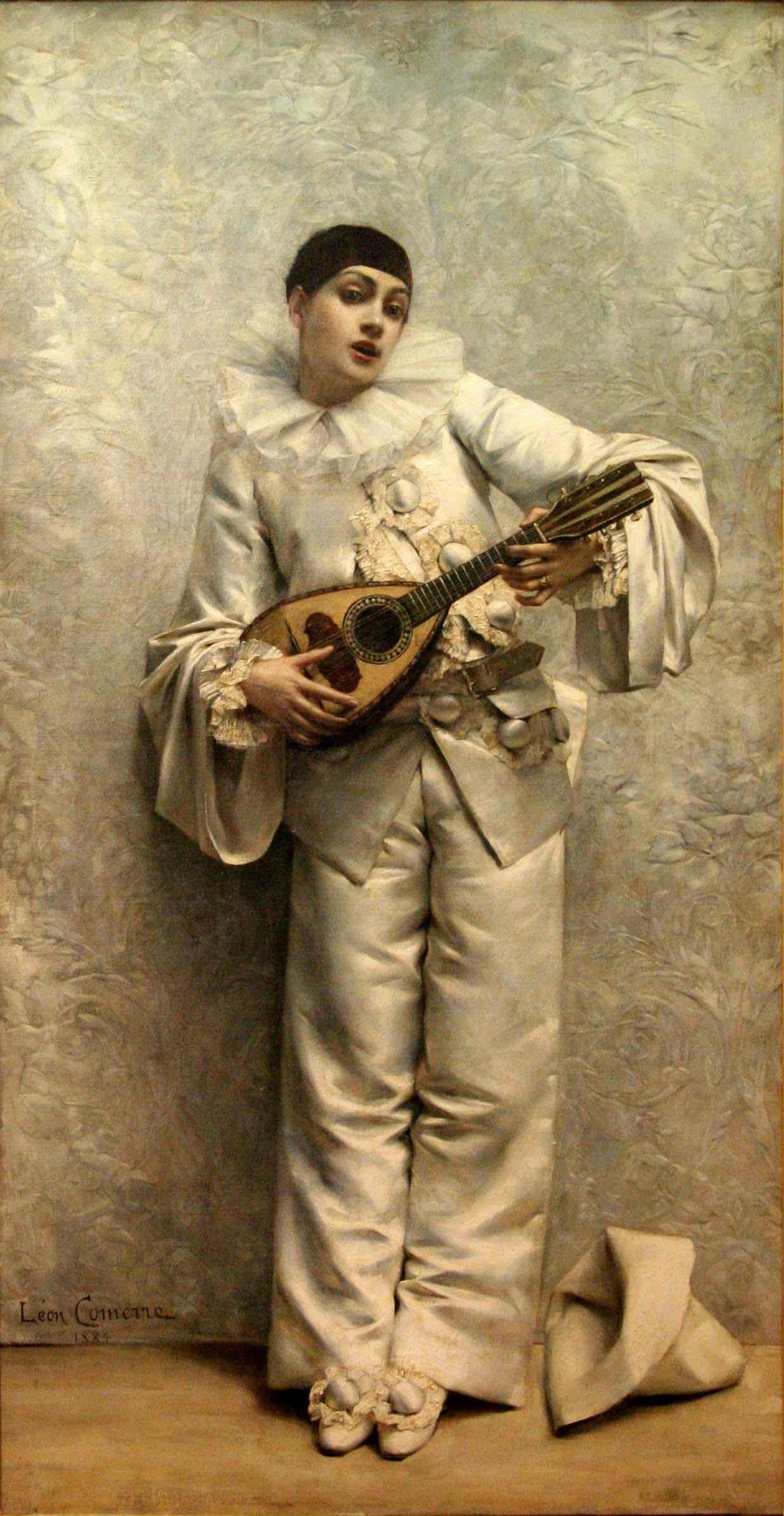
Léon Comerre: Pierrot jouant de la mandoline (Pierrot spielt die Mandoline)
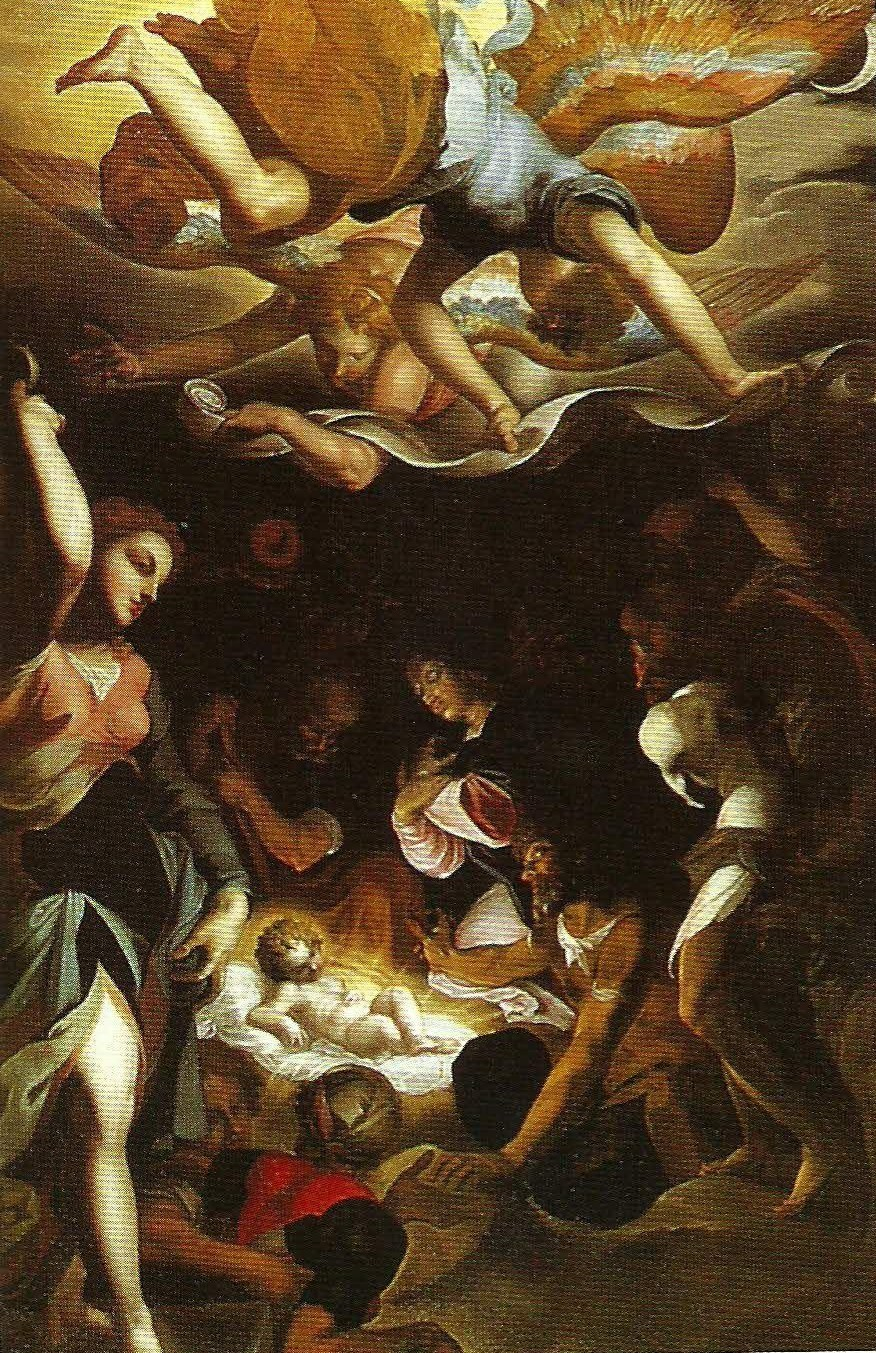
Martin Fréminet: Anbetung der Hirten

Die Ausstellungsflächen erstrecken sich über 2600 m² auf vier Ebenen, von denen das Erdgeschoss den Sonderausstellungen vorbehalten ist. Im Untergeschoss befinden sich die archäologischen Sammlungen mit Objekten aus der Region von der Bronzezeit bis zur gallorömischen Epoche, darunter eine Doppelbüste des Jupiter Amun. Im Obergeschoss ist die volkskundliche Abteilung untergebracht. Sie umfasst neben Alltagsgegenständen aus dem Queyras eine Sammlung wertvoller Bauerntruhen und -schränke aus Zirbenholz.
Die Gemäldegalerie umfasst Werke europäischer Malerei des 14. bis 19. Jahrhunderts, darunter:
- Eugène Boudin: Marine
- Charles Meynier: Hiob auf dem Misthaufen
- Francesco Trevisani: Der Schlaf des Jesuskindes
- Henri Lehmann: Die Verzweiflung der Okeaniden am Fuße des an den Felsen gefesselten Prometheus
- André Gill: Die Witwe des Seemanns
- Léon Comerre: Pierrot spielt die Mandoline
- Adolphe Monticelli: Hahnenkampf
- Lionel Royer: Trauernde Frau
- Félix Ziem: Venedig bei Nacht
- Martin Fréminet: Anbetung der Hirten
- Auguste Hervieu: Portrait der Madame Roubaud
- Louis Leydet: Gartenecke
- Gaston Balande: Der alte Hafen von Espalion